# Receptor 5-HT1
El receptor 5-HT1 es un subtipo de receptor 5-HT que se une al neurotransmisor endógeno serotonina (también conocido como 5-hidroxitriptamina o 5-HT). Es un receptor acoplado a proteínas G (GPCR, por sus siglas en inglés). La subfamilia 5-HT1 consta de cinco receptores acoplados a proteínas G (GPCR) que están acoplados a Gi/Go y median la neurotransmisión inhibitoria, incluidos 5-HT 1A, 5-HT1B, 5-HT1D, 5-HT1E y 5-HT1F. No hay receptor 5-HT1C, ya que fue reclasificado como receptor 5-HT2C. HTR6 denota al genotipo humano para el receptor.
Los receptores 5-HT1 con importancia farmacológica se encuentran principalmente en el cerebro. Experimentos en ratones deprovistos de receptores 5-HT1 muestran defectos en la regulación del sueño, capacidad de aprendizaje, entre otras funciones cognitivas.